# Gaz ideal
Gazul ideal este un model teoretic de gaz, caracterizat printr-o ecuație de stare simplă din punct de vedere matematic. Niciun gaz real nu se comportă exact așa în toate intervalele de presiune și temperatură .
Modelul gazului ideal (ecuația de stare) este folosit de inginerii care lucrează cu gaze deoarece este simplu din punct de vedere matematic și aproximează bine pe un domeniu larg al parametrilor comportarea gazelor în timpul transformărilor termodinamice.
Comportarea gazului ideal este foarte asemănătoare cu a gazului perfect, care însă este definit în mod diferit de gazul ideal. Această comportare asemănătoare poate duce la confundarea acestor două noțiuni, chiar în lucrări prestigioase, mai ales că din punctul de vedere al aplicațiilor tehnice, faptul că sunt definite diferit adesea nu deranjează.

## Definiție
Gazul ideal este un gaz, considerat ca fiind format din particule individuale aflate în mișcare aleatorie, care satisface exact următoarele două cerințe:
- ecuația termică de stare: sistemul termodinamic care conține gazul respectă ecuația Clapeyron:[3][4][5]

{\displaystyle pV=nRT\,}
unde
{\displaystyle p\,} este presiunea în sistem;
{\displaystyle V\,} este volumul sistemului;
{\displaystyle n\,} este numărul de moli (cantitatea de substanță) din sistem;
{\displaystyle R\,} este constanta universală a gazelor ({\displaystyle R\,} = 8314,472 m3 Pa K-1 kmol-1);
{\displaystyle T\,} este temperatura absolută a sistemului.
- ecuația calorică de stare: capacitățile termice molare la presiune constantă {\displaystyle c_{pM}\,}, respectiv la volum constant {\displaystyle c_{VM}\,} sunt legate prin relația lui Robert Mayer:[7]

{\displaystyle c_{pM}-c_{VM}=R\,}
Relația lui Mayer este valabilă indiferent de faptul că moleculele ar avea sau nu mișcare de rotație sau vibrație. De asemenea, toate relațiile care descriu procesele termodinamice prin care poate trece o cantitate de gaz ideal sunt valabile indiferent dacă capacitățile termice molare {\displaystyle c_{pM}\,} și {\displaystyle c_{VM}\,} sunt constante sau nu în funcție de parametrii sistemului termodinamic.
Gazul ideal are coeficientul de dilatare egal cu cel de compresibilitate.
În practică, la gazele care se comportă asemănător cu gazul ideal variația capacităților termice cu presiunea este nesemnificativă. Se folosesc doar tabele care indică variația acestor mărimi cu temperatura, ca urmare comportarea acestora se confundă cu a gazului semiperfect.

## Aplicații teoretice
Conceptul de gaz ideal și îndeosebi legea gazului ideal pot fi folosite la deducerea altor ecuații cum ar fi ecuația lui Nernst pentru potențial standard de electrod.